# Relations sociales et santé
 (avril 2019).
- Si vous ne connaissez pas le sujet, laissez ce bandeau (vous pouvez alors contacter les auteurs).
- Si vous supprimez le contenu mis en cause (vous pouvez préalablement contacter les auteurs),

argumentez précisément cette suppression dans la page de discussion
(un manque de référence n'est pas un argument ; une recherche réelle de référence doit avoir été effectuée, être formellement documentée).
De nombreux chercheurs ont mis en évidence un lien entre le fait d'entretenir des relations sociales et la santé des êtres humains. Selon l’organisation mondiale de la santé, « La santé est un état de complet bien-être physique, mental et social, et ne consiste pas seulement en une absence de maladie ou d’infirmité ». Les relations sociales, au sens large, c’est-à-dire le fait d'entretenir des relations de qualité ou non avec sa famille, son conjoint, ses amis, ses voisins, etc., peuvent avoir de nombreux effets sur la santé et le bien-être des humains. Il peut s’agir d’effets positifs ou négatifs sur la santé mentale, la qualité de vie, le stress ou bien même sur les symptômes de certaines maladies cardio-vasculaires ou psychologiques. Dans une méta analyse (Holt-Lunstad et al., 2010) sur 308 849 participants on observe que la probabilité de survie des participants malades est de 50% plus importante pour les individus avec de bonnes relations sociales, indépendamment de leur âge, sexe et de leur état initial de santé. Cette étude permet donc d’établir un lien solide entre les relations sociales et la santé

## Effets nuisibles de l’isolement social ou de certains types de relation

### Isolement social
Pouvoir distinguer des stimuli hostiles ou hospitaliers provenant des membres d’une même espèce permet d’identifier nos amis ou ennemis, cela est essentiel pour la survie et le succès de la reproduction. L’homme est un être social, les relations sociales font partie intégrante de sa survie. Elles sont un concept riche et complexe comportant des versants objectifs et subjectifs. Concernant l’isolement social par exemple, il existe une mesure de l’isolement social subjectif (dans quelle mesure un individu se sent isolé) et une mesure de l’isolement objectif (à quel point il est réellement isolé). Lorsque l’on s'intéresse à la solitude, on parle généralement d’un sentiment subjectif que ressent une personne car ce sentiment peut varier d’une personne à une autre. Des personnes très entourées socialement pourront ressentir un profond sentiment de solitude tandis que d’autres objectivement bien moins entourées, ne ressentiront pas ce sentiment de solitude. La peur de la solitude peut pousser les gens à créer du lien social et entretenir les relations, cependant un sentiment d’isolement social peut nuire à la santé et au bien-être à long terme (Voir les travaux de Cacioppo & Cacioppo, 2014),.
L’isolement social est une problématique qui touche beaucoup de personnes âgées. Le passage à la retraite est un passage difficile pour les personnes âgées. Ils perdent une identité sociale que leur donnait le travail et n’ont pas toujours réfléchi à des activités de substitution. De ce fait, certains d’entre eux peuvent se sentir parfois seuls et/ou isolés. Une méta-analyse de centaines d’articles a été réalisée en 2015 par Courtin et Knapp afin de voir si l’isolement social chez les personnes âgées avait un effet sur leur santé et leur bien-être. Les auteurs de ces articles s'intéressaient à l’isolement social et à la solitude qu’ils étudiaient le plus souvent en lien avec la dépression, la santé cardiovasculaire et le bien-être. Après l’analyse de ces articles, les auteurs de cette méta-analyse ont remarqué et confirmé que l’isolement social ou le sentiment de solitude avaient bien un effet néfaste sur la santé ainsi que sur le bien-être des personnes âgées. Il est donc important de prêter une attention particulière à ces personnes et à leur solitude tout en relativisant car la plupart d’entre elles restent bien accompagnées (famille, conjoint, ...).

### Les effets négatifs de certaines relations
L’isolement social est mauvais, cependant certains types de relations sociales n'apporteraient pas que du bon. En 2014 des chercheurs se sont intéressés aux casual relationshipschez les adolescents et jeunes adultes, il s’agit de personnes entretenant une relation dans laquelle ils ont des rapports sexuels et/ou un échange émotionnel sans être établis dans une relation officielle de couple. Dans cette étude ils ont cherché à voir s’il y avait un lien entre le fait d’entretenir une relation de type casual relationships et des symptômes dépressifs ou idéations suicidaires. Leurs résultats montrent que les adolescents et jeunes adultes qui entretiennent ce type de relations ont un risque plus élevé d’avoir des idées suicidaires. Cette augmentation du risque d’idéation suicidaire concerne les jeunes n’en ayant jamais eues auparavant. Des symptômes dépressifs étaient également associés aux personnes déclarant avoir ce type de relation ( Voir les travaux de Sandberg-Thoma & Kamps Dush, 2013). Entretenir ce type de relation pourrait donc altérer la santé mentale et ce déclin pourrait à son tour amener les jeunes à se plonger dans de nouvelles relations occasionnelles pensant diminuer leur sentiment de mal-être mais l’augmentant en réalité. Ces résultats sur le plan de la santé mentale sont à relativiser toutefois car tous les types de casual relationship ne sont pas les mêmes et certaines relations peuvent apporter un soutien émotionnel et social bénéfique. De plus, toutes les personnes n’ont pas la même personnalité et ne réagissent pas de la même manière à ce type de relations.
Avoir des relations sociales c’est bien, mais parfois cela peut amener à avoir des conflits. Abbey, Abramis et Caplan en 1985 ont mis en évidence que le conflit social était lié positivement à l’affect négatif, c’est-à-dire que moins les gens étaient en conflit, moins ils avaient d’affects négatifs. Pareillement, moins on a de conflits sociaux, meilleure est notre qualité de vie.
Être en couple peut parfois s’avérer être plus complexe que prévu. Decupyer et ses collaborateurs (2018) ont montré qu’avoir un partenaire présentant une inhibition globale peut entamer notre satisfaction relationnelle. En effet, l’inhibition d’un des deux partenaires ou des deux peut entraîner des problèmes de sexualité ou sentimentaux car la personne inhibée va voir l’expression de ses sentiments positifs et négatifs restreinte. Cela est compliqué lorsqu'on connaît l’importance de la communication dans un couple. Les personnes ayant déclaré que leur partenaire présentait des traits d’inadaptation ou en présentant eux-mêmes ont une moins bonne satisfaction dans leurs relations.
Dans le domaine familial, nous allons voir que la relation d’un adolescent avec ses parents est très importante. En effet, des chercheurs ont voulu voir s’il existait un lien entre la qualité des liens affectifs perçus par l’adolescent avec ses parents et la présence de symptômes de détresse psychologique (Voir les travaux de Picard, Claes, Melançon et Miranda, 2007). Pour cela, les adolescents ont dû passer des échelles qui mesuraient la qualité des liens affectifs parentaux perçus ainsi que leur détresse psychologique. Cette étude a duré trois ans et chaque année les adolescents remplissaient ces échelles. Les résultats ont montré que les adolescents qui avaient un sentiment de rejet parental semblaient être plus en détresse psychologique. La relation entre les parents et leurs adolescents est donc très importante et plus celle-ci est bonne et perçue positivement, plus les adolescents auront une bonne santé mentale et pourront s’ajuster psychologiquement.
La qualité des relations d’un adolescent avec sa famille sont un élément très important de la constitution psychique d’un individu comme nous l’avons vu, mais cela peut également déterminer la qualité de nos relations futures. Des chercheurs ont suivi des personnes de leur adolescence à l'âge adulte, ils ont tenté de montrer un lien entre la qualité des relations intimes à l'âge adulte et la santé mentale en fonction de la qualité des relations parents-adolescents plus tôt dans leur vie (Voir les travaux de Johnson et Galambos, 2014). Pour cela ils ont mesuré la qualité perçue de la relation parent-adolescent, la qualité perçue de la relation parent-adulte, les symptômes dépressifs à l'âge adulte, l’estime de soi à l'âge adulte ainsi que la qualité perçue de la relation intime qu’une personne à l'âge adulte entretien avec son partenaire. Leurs résultats montrent que la qualité de la relation parent-adolescent prédit directement la qualité d’une relation intime 15 ans plus tard. Une mauvaise relation parent-adolescent est associée à un succès légèrement réduit dans sa relation intime plus tard. On voit donc toute l’importance d’entretenir des relations de qualité parents-enfants pour l'équilibre futur d’un adulte.

## Effets positifs des relations sociales
Manquer de liens sociaux ou avoir des relations de mauvaises qualités peut avoir des impacts négatifs sur la santé et le bien-être des humains. Au contraire, entretenir de bonnes relations a de nombreux effets positifs.

### Les bénéfices des relations sur la santé
Les bénéfices des relations sociales pour l’être humain vont au-delà d’un meilleur bien-être ou d’un moindre sentiment de solitude. En effet, elles peuvent aussi avoir un effet bénéfique sur des personnes atteintes de maladies. Par exemple, on l'observe sur les maladies cardiovasculaires ainsi que sur leur rémission (probabilité de survie) comme l’ont montré Holt-Lunstad et ses collaborateurs en 2010 dans une méta-analyse. Les chercheurs ont voulu savoir plus précisément quels étaient les effets de la qualité d’une relation conjugale sur les maladies cardiovasculaires et notamment sur les insuffisances cardiaques congestives (Voir les travaux de Coyne et al., 2001). Les chercheurs ont interviewé les couples individuellement et à deux, puis ont passé une échelle sur la qualité conjugale afin d’avoir une idée sur leur satisfaction conjugale, sur leur routine conjugale ainsi que sur leurs “discussions utiles à propos de la maladie”. Cette étude a permis de démontrer que plus la qualité de la relation au sein du couple était bonne, plus les chances de survie de l’individu atteint d’une insuffisance cardiaque seraient hautes. Les relations sociales et notamment les relations conjugales jouent donc bien un rôle important dans la survie des maladies cardiovasculaires comme les insuffisances cardiaques.
Les bienfaits d’une relation conjugale s'étendent à d’autres affections. La situation de militaires en service actif a été étudiée. Les chercheurs ont mis en évidence une relation positive entre la satisfaction relationnelle et les indicateurs de santé mentale. Ils ont mesuré le niveau de détresse générale des militaires, leurs symptômes de stress post-traumatique (développement de symptômes spécifiques faisant suite à l'exposition d'un événement traumatique comme des scènes de guerre). Leur étude a montré que les personnes ayant une satisfaction relationnelle élevée avaient moins de symptômes de détresse et moins de symptômes d'état de stress post-traumatique. Également, les personnes qui ont connu un changement positif dans leur satisfaction relationnelle avaient une plus grande diminution de leurs symptômes que les autres (voir les travaux de Edwards-Stewart et al., 2018).
Nous pouvons noter cependant, que ces études sur les liens conjugaux ne prennent pas en compte le fait d’avoir des enfants ou non. Être parent et avoir de bonnes relations avec ses enfants pourraient jouer sur le lien avec la santé. On peut imaginer que le fait d’être satisfait dans sa relation peut être influencé par la situation familiale en général.

### Bénéfices des contacts physiques
D’autres études ont montré que les relations conjugales avaient un effet bénéfique sur la santé et le bien-être. Par exemple, Coan, Schaefer et Davidson (2006), ont voulu savoir si les relations conjugales pouvaient avoir un effet régulateur sur les réactions émotionnelles provoquées par des situations stressantes. Pour cela, les chercheurs ont sélectionné des couples avec une qualité de relation très satisfaisante dont la femme allait être soumise à un choc électrique. Pendant cette expérience, les femmes tenaient soit la main de leur mari, soit la main d’un homme inconnu, soit ne tenant pas la main d'une personne. Les résultats ont montré que quand les femmes tenaient la main de leur mari, elles avaient une atténuation plus forte de leurs systèmes neuronaux liés aux réactions émotionnelles et comportementales que quand c’était la main d’un inconnu. De plus, il y avait une plus forte atténuation de ces mêmes systèmes lorsque les femmes tenaient la main d’un inconnu plutôt qu’aucune main. Enfin, il y avait aussi une différence en fonction de la qualité de la relation avec son conjoint ; plus celle-ci était bonne, plus les réponses émotionnelles et comportementales étaient atténuées. En d’autres termes, le fait de tenir une main et plus particulièrement la main de son mari en situation de stress régule bien les réactions émotionnelles et comportementales et a donc bien un effet positif sur la santé et le bien-être.
Comme nous venons de le voir, le fait de se tenir la main peut avoir des effets bénéfiques pour le bien-être. Nous allons voir que le toucher, plus général, peut aussi avoir des effets sur la santé. Morrison (2016) a fait une méta-analyse de tous les articles concernant le toucher et la régulation des réponses physiologiques. Plus précisément, il s’est intéressé aux effets du câlin sur le stress. Il a démontré que les câlins et plus globalement le toucher avaient un rôle de régulateur des systèmes neuronaux. Le stress peut donc être régulé par le contact social ou encore le toucher social à travers les différents circuits neurologiques.

## Différences culturelles et différences de genre dans les effets de relations sociales
Nous avons vu que les relations sociales ont des effets positifs sur la santé, mais nous pouvons nous demander si ces effets et besoins de relations sociales sont les mêmes pour tous.

### Différences culturelles dans le besoin de relations sociales
Les études que nous avons présenté jusqu’à maintenant étaient occidentales mais qu’en est t-il pour d’autres cultures ? En Chine, dans une étude réalisée par Xu en 2019, sur 18000 ménages les liens sociaux étaient associés positivement à la santé générale et psychologique des populations qu’elles soient urbaines, rurales ou migrantes. Les relations de voisinage ont notamment été étudiées. Les résultats ont montré que des relations de voisinage satisfaisantes étaient associées à une meilleure santé mentale pour les 3 types de ménages. Cependant, le réseau social influence différemment les populations rurales et urbaines. Un réseau social plus vaste prédisait une meilleure santé pour les ménages urbains mais une moins bonne santé pour les ménages ruraux. Concernant les ménages migrants, les relations sociales ont également un rôle très important. Ces personnes présentaient un haut niveau de stress et le fait d’avoir des relations de confiance et satisfaisante, notamment à travers l’aide sociale, prédisaient une meilleure santé physique et psychologique.
Nous remarquons donc que les effets des relations sociales sur la santé ne varient pas entre les cultures occidentales et asiatiques. Ce lien reste positif, cependant on peut observer des variations dans le type de besoin de relation sociale (par exemple, un réseau social trop vaste n’a pas un effet positif sur la santé des ménages ruraux).

### Différences de genre

#### Différence dans les besoins et gestion des relations
Comme nous l’avons vu précédemment dans une étude,  il y a un effet néfaste de la solitude des personnes âgées sur leur santé mais les auteurs de cette étude (Voir les travaux de Coyne et al., 2001) ont également montré une différence entre les hommes et les femmes dans l’importance des relations sociales. Ils ont montré que les bienfaits des relations sociales étaient plus prégnants chez les femmes, c’est-à-dire que la qualité des relations conjugales a un effet plus bénéfique chez les femmes et leur santé.
Femmes et hommes n’ont pas tout à fait les mêmes besoins. Les femmes déclarent avoir plus de soutien de leurs amis que les hommes, elles semblent également plus impliquées dans les relations intimes ( Voir les travaux de Umberson, 1996). Ces auteurs ont également étudié la différence entre les hommes et les femmes à travers les différences de l’effet des relations sur leur fonctionnement psychologique. Ils sont aussi parvenus à montrer une différence concernant ce que les hommes et femmes tiraient d’une relation sociale, en terme d’apports relationnels. En effet, les hommes tirent plus de leurs relations  des aspects instrumentaux (c’est-à-dire les aspects pratiques et tangibles) alors que les femmes ont plus d’apports concernant les aspects intimes et interactifs des relations. De plus, les femmes jouent un rôle instrumental dans les relations c’est-à-dire qu’elles auront plus tendance à donner des soins à autrui que les hommes.

#### Différences dans les effets des relations
Hommes et femmes ne perçoivent pas toujours les mêmes effets de leurs relations, qu'ils soient positifs ou négatifs. Par exemple, une tension relationnelle avec ses enfants (de plus de 16 ans) contribue de façon significative à la dépression chez les femmes, mais pas chez les hommes. Autre exemple, le soutien social du conjoint et le simple fait d’être marié semblent avoir plus d’impacts positifs sur la consommation d’alcool par les femmes que par les hommes. Également, le fait d’avoir un confident est associé positivement à la consommation d’alcool chez les hommes, mais pas chez les femmes.

## Critiques
La généralisation des résultats mentionnés est néanmoins discutable, plusieurs éléments nécessitent un recul critique.
La principale source de variation des caractéristiques des participants à savoir les relations sociales, est nécessairement de type invoqué, cela signifie que l'expérimentateur ne peut pas la manipuler directement. Méthodologiquement, l'utilisation de variable invoquée nécessite une approche très rigoureuse de sélection de sujets dont les autres caractéristiques doivent être identiques. Même si la plupart des études présentées ont contrôlé un grand nombre de variables. La variable relation sociale ne pouvant pas être manipulée expérimentalement, il faut donc le prendre compte lors de l’interprétation des résultats. De plus, la définition même des relations sociales diffère d'une étude à une autre, leur mesure n'est pas universelle. Alors que certains auteurs essaient d'objectiver le nombre de relations réellement présentes, d'autres se basent sur leur perception subjective par le sujet. Par exemple, un sujet introverti est susceptible d'avoir moins de relations sociales qu'un sujet extraverti sans pour autant se percevoir comme isolé (Cacioppo & Cacioppo, 2014). Dans une méta analyse de Holt-Lunstad et collaborateurs (2010), il est mis en évidence que la mesure choisie pour évaluer les relations sociales influence les résultats obtenus. Notamment les mesures d'intégration sociale qui sont des indicateurs plus pertinents que la seule mesure du nombre de personnes qui partagent le foyer de l’individu.
La mesure de la santé mentale est elle aussi complexe, il est difficile de mesurer ce concept à travers un unique indicateur tellement il est vaste . Ainsi certains chercheurs prennent en considération la santé physique, d’autre la santé mentale et à travers des variables différentes comme les symptômes dépressifs, la qualité de vie ou  bien l'estime de soi . Cela rend toute comparaison entre ces diverses recherches impossible. De manière générale les relations sociales tout comme la santé sont en lien avec de nombreux facteurs multiples, complexes et en perpétuelle interaction et donc susceptibles d’influencer la variable d'intérêt. Par exemple, un faible niveau de solitude est généralement associé à des revenus importants qui permettent un meilleur accès aux soins sanitaires. Ici le niveau de revenu agit comme une variable médiatrice de l’effet des relations sociales sur la santé.
D’autre part, aucune de ces  études n’a été répliquées. Celle-ci n’est pas réalisable car les auteurs ne donnent pas l'ensemble des informations méthodologiques ni le matériel utilisé. Il est nécessaire pour  confirmer les résultats de ces études que les auteurs partagent l’intégralité de leur procédure détaillée, les analyses réalisées et le matériel utilisé. Par exemple ils peuvent le faire à l’aide de la plateforme Open Science Framework qui permet le partage de données entre les différents chercheurs en toute transparence. Cette plateforme permet d’obtenir de plus larges échantillons et sur différentes populations permettant par exemple aux études sur les différences de genre d’avoir des échantillons d’hommes et de femmes de même taille.
Une autre critique est que les mesures sont principalement corrélationnelles et ne permettent pas d'établir un lien de causalité. Elles ne donnent pas d'informations sur les mécanismes sous-jacents  de ces phénomènes ni sur leurs causes mais permettent uniquement d’établir un lien entre deux variables. Les études prospectives permettent de suivre des individus sur plusieurs années et de mesurer l'évolution de divers facteurs dans le temps. L’unification des méthodes et des échelles de mesure, l’utilisation de large échantillons et la réplication reste fondamentale afin d'avoir des données plus fiables.

## Implications
Même s’il existe quelques divergences sur les effets des relations sociales sur la santé à travers la littérature, la majorité des études sur les relations sociales ont permis de conclure que des relations positives avaient un effet modérateur positif sur la santé. Voyons quelques exemples d’implications afin d’améliorer la qualité des relations sociales.

### Personnes âgées
En raison de la perte de leur autosuffisance et de leur indépendance, les personnes âgées sont plus vulnérables et par conséquent plus dépendantes des personnes qui s’occupent d’elles. Dans le cadre de soins médicaux, les relations patients-soignants de qualité peuvent jouer un rôle déterminant concernant le déroulement des traitements de certaines pathologies en évitant l’anxiété, c’est pourquoi intégrer plus de modules “relations soignants-soignés” dans les formations des soignants paraît pertinent.
De plus, le soutien social des proches ainsi que du voisinage paraît primordial pour ces personnes isolées.

### Trouble du stress post traumatique
Pour ce qui est de l’accompagnement des personnes ayant un trouble du stress post-traumatique nous avons vu que suivant la nature de leur relation privée ces personnes vont arriver à mieux faire face à leur pathologie. La perception qu’ils ont de leur relation avec leur partenaire va jouer un rôle important dans laquelle plus la relation est perçue positivement, mieux ils feront face à leur trouble. Avec ce constat, des thérapies de couple peuvent être pertinentes pour améliorer leurs relations. Au-delà de leur relation privée, la relation avec leur thérapeute va aussi apporter une forme de soutien social.

### Les thérapies centrées sur les émotions
Aujourd’hui, il existe un grand nombre de thérapies qui se centrent sur le thème des relations notamment pour les couples. Les thérapies centrées sur les émotions (emotionally focused therapy) sont une approche de psychothérapie inspirée de la théorie de l’attachement de John Bowlby et développée pour les couples par Johnson & Greenberg (1987). Selon cette approche, les problèmes du couple sont le résultat de dysfonctionnements liés à la régulation émotionnelle de chacun, conduisant à des cycles répétitifs de critiques, de comportements négatifs, et de conflits. Lorsque l'on connaît les bénéfices d’avoir une relation satisfaisante avec son partenaire sur la santé, ces thérapies peuvent être une réponse pour aider les couples à faire face aux différentes difficultés qu’ils peuvent rencontrer.